# 한기철
한기철(1969년 6월 20일 ~)은 삼성, 쌍방울의 전 야구 선수다.
한편, 1991년 11월 20일 열린 1992년 한국프로야구 신인 드래프트에서 쌍방울 4번으로 지명됐으나 쌍방울이 지명권을 포기하자 삼성 유니폼을 입었다.
이후, 1994년 시즌 뒤 삼성에서 방출된 후 군 입대로 한동안 공백기를 가졌다가 1997년 군 제대 뒤 쌍방울에서 프로선수 활동을 재개했으나 같은 해 말 모기업 부도에 따른 구조조정 탓인지   방출되어 은퇴했다.

## 출신 학교
- 온양온천초등학교 -> 천안남산초등학교
- 천안북중학교
- 북일고등학교
- 단국대학교

## 같이 보기
- 1997년 쌍방울 레이더스 시즌